# Миллионеры на один день
«Миллионеры на один день» (фр. Millionnaires d'un jour) — французский кинофильм с Луи де Фюнесом.

## Сюжет
Фильм состоит из небольших новелл, повествующих о людях, выигравших миллионные суммы в лотерею и почувствовавших себя миллионерами, но только на один день, поскольку позже выяснится, что их объявили победителями ошибочно.

## В ролях
- Габи Морле — Элен Берже
- Жан Брошард — Пьер Берже
- Пьер Брассер — Франсис, бродяга
- Андрэ Вальми — Марсель
- Бернар Лажарриж — Филипп Дюбреиль, журналист
- Луи де Фюнес — адвокат Филиппа
- Жак Динам — доктор Мишель
- Антуан Бальпетре — врач
- Ив Деняюд — Антуан Берга, нищий
- Андрэ Габриело — мэр
- Жанна Фюзье-Жир — Луиза, невестка Элен
- Моника Дарбо — Сильвия Дюбреиль
- Пьер Ларкеи — отец Жюль Мартен
- Жак Бомэ — председательствующий судья
- Пьер Детелль — хозяин кафе